# 久野宗朝
久野 宗朝（くの むねとも）は、戦国時代から安土桃山時代の武将。徳川家康の家臣である。

## 経歴
天正10年（1582年）の徳川家康の伊賀越えに随行している。
父・久野宗能が老齢となったため跡を継ぎ、従五位下民部少輔に叙せられた。
慶長元年12月5日（1597年1月22日）、徳川秀忠に供して京に滞在していた際、私怨により三宅正次を殺害して自刃し、改易処分となった。